# 紀元前841年
紀元前841年（きげんぜん841ねん）は、西暦による年。

## 他の紀年法
- 干支 : 庚申
- 中国
  - 周 - 共和元年
  - 魯 - 真公15年
  - 斉 - 武公10年
  - 晋 - 靖侯18年
  - 秦 - 秦仲4年
  - 楚 - 熊勇7年
  - 宋 - 釐公18年
  - 衛 - 釐侯14年
  - 陳 - 幽公14年
  - 蔡 - 武侯23年
  - 曹 - 夷伯24年
  - 燕 - 恵侯24年
- 朝鮮
  - 檀紀1493年
- ユダヤ暦 : 2920年 - 2921年
- アッシリア暦 : 3910年
- 人類紀元 : 9160年

## できごと
- 周の国人が蜂起し、厲王は彘（現在の山西省霍州市）に逃れた。周定公と召穆公による共和の体制となった。一説に共伯和が国政を代行したという。
- 新アッシリア帝国のシャルマネセル3世がダマスカスのハザエル（英語版）に対して遠征。

## 死去
- 晋の靖侯